# 陸鬱生
陸鬱生 （？年—？年），陸績之女，陸績赴任鬱林所生，因此取名鬱生。

## 生平
建安二十四年（西元219年），陆绩去世后，陸鬱生和两位兄弟一起返回家乡，因年龄尚幼，由堂兄陆瑁收养。
陸鬱生十三歲時嫁給同郡出身的張溫之弟張白。張溫臨終時將家務交待弟媳陸鬱生主理，出嫁三個月後，張白因為張溫的案件遭到連坐，被處以流刑，死於異鄉，陸鬱生成為了寡婦。其後公開宣言要為丈夫守節。困於生計卻拒絕了所有提親，一直堅持服侍張白的姊妹。後姚信褒鬱生以「義姑」之號。